# Tibor Csernai
Tibor Csernai (Pilis, 3 de diciembre de 1938 – Tatabánya, 11 de septiembre de 2012) fue un futbolista húngaro, que consiguió el oro con la selección olímpica de Hungría en los Juegos Olímpicos de Tokio 1964. Su hermano fue el también futbolista Pál Csernai.

## Clubes

### Como futbolista
| Club          | País    | Año       |
| ------------- | ------- | --------- |
| Ceglédi VSE   | Hungría | 1956-1958 |
| Budapesti VSC | Hungría | 1958-1960 |
| Inconnu       | Hungría | 1960-1962 |
| FC Tatabánya  | Hungría | 1962-1970 |